# トレイ・パーカー
ランドルフ・セヴァン・“トレイ”・パーカー3世（Randolph Severn "Trey" Parker III、1969年10月19日 - ）はアメリカ合衆国の監督、俳優、脚本家、アニメーター、作曲家、歌手、声優。コロラド州コニファー出身。
マット・ストーンとともに『サウスパーク』を手掛け、原作・脚本だけでなく声優・音楽・各回の演出や映画版の監督も二人が自ら担当した。

## バイオグラフィー
父ランディ、母シャロンのもとに、2人兄弟（姉シェリー）の長男として誕生した。彼と彼の家族がサウスパークのキャラクター、スタンとその家族のモデルとなっている。
ウエスト・ジェファソン中学を経て、エヴァーグリーン高校を1988年に卒業した。彼は中学時代友人と共に80年代のラブバラードのカセットを同人制作し、インターネットで売られていた。
その後ボストンにあるバークリー音楽大学に進学するが何年か籍をおいた後コロラド大学ボルダー校に編入し、そこでサウスパークを一緒に手がけることになるマット・ストーンと出会う。彼は映画の音楽制作を夢みて、音楽を専攻し映画製作過程の授業もとっていた。大学在学中マットと共にアニメを作成し大学で賞を受賞するが、その後大学を中退する。本人は映画制作をしていたため大学の授業にほぼ1セメスター出席しておらずそれが原因だとインタビューで述べている。なお彼は大学在学時代に音楽と共に日本語を専攻しており、日本在住経験も持つ。また、元妻が日系人であり、日本通として有名な人物である。その日本に関する知識が作品に影響している事も見かけられる。
トレイが大学在学中に制作した映画がフォックステレビ局に見初められ彼らのもとでいくつか短い映画を作成する。そのうちのひとつが大学在学中につくった映画のキャラクターに基づくもので“The Spirit of Christmas”という映画でイエス・キリストとサンタクロースがクリスマスをめぐって決闘するというユニークなものだった（彼の代表作『サウスパーク』はこの作品がベースである）。
1995年パーカーとストーンはコメディ・セントラルという主にコメディーを扱ったテレビ局に雇われ、1997年8月13日サウスパークのデビューを飾り、同局のオリジナル作品としては最高視聴率の番組となった。
1999年の夏、パーカーとストーンはミュージカル映画、『サウスパーク/無修正映画版』（South Park: Bigger, Longer & Uncut）を公開し高く評価され、パーカーとマーク・シェーミンによる主題歌『ブレイム・カナダ』はアカデミー賞にノミネートされた。また2004年には彼らが手がけた『チーム★アメリカ/ワールドポリス』が公開される。この作品は、国際警察「チームアメリカ」の過激な活躍を描いた政治風刺映画である。
2005年9月9日、サウスパークの3シーズン追加放送が決定する。その時放送されていたシーズン9を含めさらに3シーズン放送するということは2008年まで続くということとなる。『チーム★アメリカ/ワールドポリス』製作後、パーカーとストーンは作製意欲をなくしたと噂された。
2007年8月27日、2008年末で契約切れとなるサウスパークを2011年まで3シーズン分契約延長し製作することと、サウスパークシリーズをマルチプラットフォーム展開することなどを目的としたジョイント・ベンチャーを立ち上げることが正式に発表された。また、彼らの拠点であるロサンゼルスに、デジタル・アニメーション・スタジオSouth Park Digital Studiosを造り、2人がそこで創作を行うだけでなく、その他のアニメーション作家にもスタジオを提供することとなった。

## 主な作品
- American History（1991）
- The Spirit of Christmas: Jesus vs. Frosty（1992）
- カンニバル! THE MUSICAL Cannibal! The Musical（1994） - アルフレッド・パッカー事件を題材にしたミュージカル。
- The Spirit of Christmas: Jesus vs. Santa（1995）
- サウスパーク South Park（1997–現在）TVアニメシリーズ
- オーガズモ Orgazmo（1997）（主演・監督・脚本）
- ベースケットボール/裸の球を持つ男 BASEketball（1998）（出演のみ）
- サウスパーク/無修正映画版 South Park: Bigger, Longer & Uncut（1999）
- That's My Bush!（2001）TVシリーズ
- チーム★アメリカ/ワールドポリス Team America: World Police（2004）
- The Book of Mormon（2011）ミュージカル
- 怪盗グルーのミニオン大脱走 Despicable Me 3（2017）アニメ映画　声の出演